# Тушма
Тушма́ (рос. Тушма) — річка в Удмуртії (Вавозький район), Росія, ліва притока Килту.
Довжина річки становить 22 км. Бере початок за 5 км на північний схід від присілку Южно-Какмозький, впадає до Килту навпроти присілку Котья. Протікає на північний схід. Через річку збудовано мости, на ній створено ставок. Приймає декілька дрібних приток. Береги заліснені, місцями заболочені.
Над річкою розташовані населені пункти Карсо та Тушмо. Раніше річку двічі перетинала Какмозька вузькоколійна залізниця.